# Снігозатримання
Снігозатримання — нагромадження снігу на полях для збільшення запасів вологи в ґрунті й утеплення озимини; один з важливих агротехнічних заходів боротьби з посухою, вимерзанням і випиранням озимих посівів та льодяною кіркою. Снігозатримання провадять за допомогою куліс, стерні (при безполицевому обробітку ґрунту), снігових валів, щитів, снопиків та ін. матеріалів, що їх розставляють на полі. Добре затримують сніг полезахисні лісові насадження. На озимих посівах для снігозатримання використовують переважно куліси, а також залишену на поверхні ґрунту стерню (при плоскорізному обробітку ґрунту), переносні щити (заввишки 1 м і завдовжки 1,5—2 м) з очерету, соломи, стебел кукурудзи, соняшнику тощо. На площах, зораних на зяб, снігозатримання проводять за допомогою снігових валів, що їх створюють снігорозорювачами-валкоутворювачами, впоперек напряму панівних вітрів на віддалі 6—10 м один від одного.